# UDES XX-20
UDES XX20 – przegubowy, prototypowy, szwedzki wóz bojowy.

## Historia
Po sukcesie nieopancerzonych transporterów Bv 206, w tysiącach eksportowanych za granicę, firma Hägglunds podjęła się próby zaprojektowania lekkiego pojazdu bojowego, zdolnego sprawnie pokonywać przeszkody. UDES XX20 stanowił część serii UDES – niekonwencjonalnych, nowatorskich czołgów.

## Budowa
Pojazd był złożony z dwóch części, połączonych przegubem. W tylnym członie znajdowały się przedziały silnikowe, skład amunicji oraz paliwo. W przedniej - załoga. Prototyp został przetestowany w 1984. Mimo iż dobrze radził sobie z pokonywaniem przeszkód, takich jak grząskie podłoże, groble, rowy, zapewniał lepszą ochronę dla załogi niż inne, podobne pojazdy, posiadał wady. Nigdy nie opracowano systemu ładowania głównego działa, a sama konstrukcja była skomplikowana i zdecydowanie bardziej kosztowna od np. wspominanego wcześniej transportera Bv 206. UDES XX20 nigdy nie wszedł do seryjnej produkcji.